# Pestújhelyi út
A Budapest XV. kerületi Pestújhelyi út Pestújhelyen található, a városrész két főutcája közül ez az észak-déli irányú.

## Fekvése
Az út a Rákospalotai Körvasút sornál kezdődik és a Szerencs utcába torkollik. Négy tér található a Pestújhelyi út tengelyén: a Bezsilla Nándor utcánál a Pestújhelyi tér, a József Attila utca sarkán az Emlék tér, az Apolló utca kereszteződésében a Sztáray Mihály tér, és később a Templom tér.

## Kialakulása
A Pestújhelyi út a Bezsilla Nándor és társai által szervezett nyaralónegyed, a Széchenyi-telep felparcellázásakor, 1897-ben tervezett útvonalként jött létre, mint a település észak-déli főutcája. Beépítettsége zársorú, illetve hézagosan zártsorú. A mai Budapestbe integrált településrész szempontjából különös főút, hiszen lényegében nem vezet sehonnan sehova, de kezdetben – mint arról elnevezése is tanúskodik – a települést a fővárossal összekötő főútként tervezték. Az utca ugyanis az XIV. alsórákosi Telepes utca meghosszabbításának tekinthető, a két utat csak a körvasút választja el. Bezsilla 1897-ben kérelmezte is, hogy a Széchenyi-telep fővárossal való összeköttetésére villamost építsenek ki a mai Thököly út – Nagy Lajos király útja – Telepes utca – Pestújhelyi út vonalán, ami a Régi Fóti út – Fő út útvonalon kötötte volna össze a telepet Rákospalotával. Ezt a kérelmet azonban a Közlekedési Minisztérium elutasította, mondván: "A körvasút szintbeli kereszteződése ezen a helyen nemkívánatos." A Pestújhelyi úton tehát bár tervezték, soha nem közlekedett villamos. Az utat és a környező mellékutcákat 1911-ben burkolták sárga keramittal. A burkolat annyira nevezetessége volt a környéknek, hogy 2014-ben emléktáblát állítottak az utolsó megmaradt útszakasznak

## Elnevezése
Az útvonal első elnevezése a település budapesti határától a mai Sztáray Mihály térig Budapest sugárút volt, onnan kifelé Budapesti utca. 1910-ben a Pestújhely önállósodásában játszott támogató szerepéért a belügyminiszterről gróf Andrássy Gyula utcára keresztelték (a névadó az ifjabb Andrássy Gyula volt). 1945-ben Somogyi Béla utca lett a neve, majd – mivel az 1950-ben létrejött Nagy-Budapest XV. kerületében már volt egy másik ugyanilyen nevű utca – a nevét 1953-ban Pestújhelyi útra változtatták.

## Közlekedés
A Pestújhelyi út a Rákospalotai körvasút sortól a Sztárai Mihály térig, majd a tértől a Szerencs utcáig védett útvonal. Tömegközlekedés a korábban említett villamosvonal tervezését és létesítésének elvetését követően 1929. november 30-án indult. Ekkor indította a Budapesti Autóbuszközlekedési Rt. (BART) 24-es jelzéssel a Városligettől Pestújhelyig közlekedő járatát, mely körforgalomban közlekedve a Pestújhelyi úton a Templom tértől a mai Bezsilla Nándor utcán át haladt. Ma ugyanez a járat közlekedik az úton, 2008 óta már 124-es jelzéssel. A Pestújhelyi utat keresztezve a Sztáray Mihály térnél érinti a 231-es és 231B járat.

## Jelentős épületek, parkok
- Emlék tér A Pestújhelyi út és a József Attila utca sarkán található tér korábban önálló házszámmal bíró telek volt, amelyen a községháza épülete állt. Az adminisztratív központ 1944-ben semmisült meg egy hatástalanítás közben felrobbant bomba miatt, számos áldozatot szedve. A telket később soha nem építették be, 1993-ban kapta az Emlék tér elnevezést, területén parkot és emlékhelyet alakítottak ki.
- 31. sz. A pestújhelyi postahivatal épülete, mely korábban a település első pénzintézete, a Pestújvárosi Takarékpénztár (későbbi nevén: Első Pestújhelyi Takarékpénztár) székháza volt. A postahivatal mai berendezésének számos elemét még az eredeti, 1910-es tárgyak alkotják[7]
- 38. sz. A Pestújhelyi úti iskola az első községi iskola volt. Az Adria utcára lévő homlokzatán Pestújhely három alapítójának állított emléktábla található: Bezsilla Nándor, Szücs István, Gerecze Péter[8]
- 66. sz. Jelenleg gyermekotthon, korábban a Terv mozi épülete. Eredetileg 1912-ben nyílt, mint Sebők mozgó, majd a tulajdonos nevéről Oremre keresztelték. A közönség társadalmi-anyagi helyzetére való utalásként kapcamozi volt a gúnyneve. 1969-ben szűntek meg a vetítések, hivatalosan csak 1971-ben zárt be.[9]
- 81. sz. A település első, 1910-ben alapított óvodájának épülete, ahová 1991-ben költözött a Rákospalotai Múzeum.